# Liste des comtes de Carcassonne
Les comtes de Carcassonne ont dirigé le comté de Carcassonne de 800 à 1100.

## Chronologie

### Bellonides
Bello, comte de Carcassonne, avant 812
Gisclafred († 821), comte de Carcassonne, fils du précédent.
821-837 : Olibia Ier († 837), comte de Carcassonne, frère du précédent.
837-879 : Olibia II († 879), comte de Carcassonne, fils du précédent.
872 : Bernard de Rouergue
879-906 : Acfred Ier comte de Carcassonne, frère du précédent
906-908 : Bencio († 908), comte de Carcassonne, neveu du précédent.
908-933 : Acfred II († 933), comte de Carcassonne, frère du précédent.

### Maison comtale de Comminges
933-957 : Arnaud de Comminges († 957), comte de Carcassonne, frère de Roger Ier, comte de Comminges.
mariée à Arsinde de Carcassonne, fille d'Acfred.
957-1012 : Roger Ier le Vieux († 1012), comte de Carcassonne, fils des précédents
1012-1060 : Pierre Raymond († 1060), comte de Carcassonne, petit-fils du précédent, fils de Raymond Roger de Carcassonne († 1011), comte associé de Carcassonne et de Garsinde, vicomtesse de Béziers
marié à Rangarde, fille de Bernard Ier, comte de la Marche
1060-1067 : Roger III († 1067), comte de Carcassonne, fils du précédent
Après sa mort, le comte de Barcelone achète Carcassonne (4000 mancus d'or), mais le vicomte Raymond-Bernard Trencavel, marié à Ermengarde de Carcassonne, sœur de Roger III, finit par prendre le pouvoir dans la ville. Après plusieurs guerres, le comte de Barcelone doit l'accepter.

### Bellonides(maison de Barcelone)
De fait, le comte de Barcelone prend le titre de comte de Carcassonne, tandis que les Trencavel deviennent vicomtes de Carcassonne